# Traiania torrealbai
Traiania torrealbai is een hooiwagen uit de familie Zalmoxioidae.